# جلفار
جُلفار (به عربی: جُلفار) نام قدیم رأس‌الخیمه یکی از امیرنشین‌های هفت‌گانه امارات متحده عربی است. منطقه جلفار در خلال سده‌های هشتم و نهم میلادی سکونتگاه «قبیله عَضد» بود. خانه‌های عضدیان از چوب ساخته شده بود. پرتغالی‌ها دژی در جلفار بنا نمودند. ملاح عربی مشهور شهاب الدین أحمد بن ماجد بن محمد بن عمرو الأسدی بن أبی الرکائب النجدی از همین روستا بودند و در همین‌جا نیز مدفون هستند. نسب ابن ماجد به قبیلهٔ بنی أسد یکی از بزرگترین قبیله‌های شمال بادیهٔ نجد در شبه‌جزیره عربستان می‌رسد. در جنوب روستا قلعه‌ای وجود دارد که آن را قلعه ضایه می‌نامند، این قلعه در شمال دهستان رمس واقع است. قلعه یادشده در سال ۱۹۹۹ میلادی توسط دولت مرمت شده است.
هم اکنون در نزدیکی آثار جُلفار ته دره روستایی کوهستانی به همین نام وجود دارد، این روستا در شمال شرقی خاک دولت امارات واقع شده است. روستای جُلفار در پایهٔ کوه حجر واقع می‌باشد. روستای جلفار در ۴ کیلومتری جنوب دهستان رمس و در ۸ کیلومتری روستای کوهستانی شعم واقع شده است. روستاهای  جُلفار ، شعم و رمس در وسط رشته کوه‌های سر بفلک کشیدهٔ کوه حجر و در بطن وادی (دره) رمس قرار دارند. راه این روستاها از شهر رأس‌الخیمه به مسندم می‌گذرد، و پس از عبور از چند پیچ خطرناک و از سربالایی تپهٔ وادی شعم وارد روستا می‌شود. خانه‌های روستا در دو طرف وادی و روی تپه‌ای قرار دارند که منظره‌ای جالبی به خود داده‌اند. در پایهٔ کوه مملوه از درختان کوهستانی مانند: سلم، سمر، کُنار، کُور، کِرت و کُوهِنگ است که برزیبایی این روستاهای کوهستانی افزوده است.

## باغ‌های مرکبات
به علت وجود آب شیرین درختان مرکبات و میوه‌های گوناگون، و باغ‌های میوه مختلف مانند: سیب، هلو، انار، پرتقال، نارنگی، لیمو ترش، لیمو شیرین، نارنج، بالنگ، نخل وسبزیجات، وسیفی جات کاشته می‌شود.

## جمعیت
جمعیت روستای جلفار در حدود ۱۲۰ نفر می‌باشند، که از اهل سنت و مالکی مذهب هستند. شغل عمدهٔ مردم کشاورزی و دامداری است.

## منطقهٔ گردشگری جلفار
در این منطقه (جلفار) سالیانه در ماه اوت باران موسمی می‌بارد ودرختان میوه و باغ‌ها را سیراب می‌سازد، مخصوصاً که در این ماه (اوت) منطقه از شدت گرمای زیاد برخوردار است، این باران موسمی را به لهجهٔ محلی اماراتی ( امطار الروایحة ) می‌نامند. بارش باران در این موسم و در این منطقهٔ کوهستانی و در فصل گرما نقش مؤثری روی درختان میوه وباغ‌ها دارد وبر رشد آن‌ها می‌افزاید. منطقهٔ جلفار از جاذبه‌های گردشگری خاصی برخوردارد است، مخصوصاً در فصل زمستان و بهار.
شهر جُلفار در سدهٔ چهارم هجری حلقهٔ وصل بین سواحل غربی خلیج فارس و هند و چین بوده‌است، آوازهٔ تجارتی (شهر جلفار) تا حدود چین رسیده بوده‌است، یکی از دریا نوردان (بانیان) در آن دوران گذشته به نام دوارتی باریاروس در بارهٔ مردم جلفار می‌نویسد که در این دهکده ثروتمندان، و ملاحان عظام، و تجارتمندان جمله زندگی می‌کنند.